# (12490) Leiden
(12490) Leiden (1997 JB13) – planetoida z pasa głównego asteroid okrążająca Słońce w ciągu 5,74 lat w średniej odległości 3,21 j.a. Odkryta 3 maja 1997 roku.